# Albin Stenroos
Oskar Albinus »Albin« Stenroos, finski atlet, * 24. februar 1889, Vehmaa, Finska, † 30. april 1971, Helsinki, Finska.
Stenroos je uspeh kariere dosegel z osvojitvijo naslova olimpijskega prvaka na Poletnih olimpijskih igrah 1924 v Parizu, ko je zmagal na maratonu. Nastopil je tudi na Poletnih olimpijskih igrah 1912 v Stockholmu, kjer je osvojil srebro v ekipnem krosu in bron v teku na 10.000 metrov. Prvi večji uspeh je dosegel leta 1910 z osvojitvijo naslova finskega državnega prvaka v teku na 10.000 metrov, med letoma 1912 in 1916 pa je vselej osvojil naslov finskega državnega prvaka v teku na 5.000 in 10.000 metrov. Leta 1926 je osvojil drugo mesto na Bostonskem maratonu, leta 1927 pa se je po slabšem rezultatu na tem tekmovanju športno upokojil.